# Goera spiralis
Goera spiralis är en nattsländeart som beskrevs av Yang och Armitage 1996. Goera spiralis ingår i släktet Goera och familjen grusrörsnattsländor. Inga underarter finns listade i Catalogue of Life.